# 호세 우파르테
호세 아르만도 우파르테 벤토소(스페인어: José Armando Ufarte Ventoso, 1941년 5월 17일, 갈리시아 주 폰테베드라 ~)는 스페인의 전 축구 우측 미드필더이자 감독이다.
그는 현역 시절에 11시즌에 걸쳐 274번의 라 리가 경기에 출전해 32골을 넣었는데, 이 기록은 대부분 아틀레티코 마드리드에서 이룩했다. 그는 은퇴 후 감독으로 활동했는데, 친정 구단 외에도 스페인 국가대표팀의 다양한 연령대 감독도 맡았다.
우파르테는 스페인 국가대표팀 일원으로 1966년 월드컵에 참가하기도 했다.

## 클럽 경력
우파르테는 갈리시아 주 폰테베드라 출신으로, 유년 시절에 가족과 함께 브라질로 건너가 플라멩구(두 차례)와 코린치앙스에서 활약했고 브라질 시절 스페인 사람(포르투갈어: O Espanhol)이라는 별칭으로 불렸었다. 1964년, 그는 스페인으로 귀국해 아틀레티코 마드리드에 입단했고, 3-1로 이긴 베티스와의 안방 경기에서 라 리가 신고식을 치렀고, 소속 구단은 그 시즌을 준우승으로 마무리했다.
1969-70 시즌, 우파르테는 리그 30경기에 전부 출장하여 3골을 넣어 매트리스 제작자들이 리그 정상에 오르는 데 일조했고, 그의 시즌 2호골은 리그 우승을 확정시키는 골이었다. 1974년 여름, 323번의 공식 경기에 출전해 36골을 넣은 대기록을 세운 33세의 우파르테는 세군다 디비시온의 라싱 산탄데르로 소속을 옮겨 1년차에 1부 리그 승격을 이룩하고 그 다음 시즌이 끝나고 축구화를 벗었다.
우파르테는 아틀레티코 유소년부 지휘봉을 잡아 감독일을 시작했고, 이후 2부 리그의 2군 감독으로 올라섰다. 1987-88 시즌 말, 그는 해임된 세사르 루이스 메노티의 바통을 받아 1군을 지휘했는데, 3경기 지휘에 그쳤고, 논란의 헤수스 힐 회장과 다툼을 벌인 후 해임되었다.
우파르테는 그 다음 시즌에 2부 리그의 또다른 친정인 라싱과 계약했지만, 이듬해에 23차전까지 진행된 와중에 경질되었고, 최종적으로 리그를 17위로 마친 칸타브리아 연고 구단은 강등되었다. 그가 마지막으로 지휘한 구단은 또다른 2부 리그 구단인 메리다로, 1992-93 시즌에 지도했다.

## 국가대표팀 경력
우파르테는 1965년 5월 5일에 더블린에서 0-1로 패한 아일랜드와의 1966년 월드컵 예선전 경기에 처음으로 스페인 국가대표팀 경기에 출전했다. 잉글랜드에서 열리는 본선을 앞두고 명단에 올린 그는 1-2로 패한 아르헨티나와의 조별 리그 경기에 출전했다.
1990년대에서 2000년대까지 우파르테는 다양한 연령대의 국가대표팀 감독을 맡았는데, 아랍에미리트에서 열린 2003년 세계 청소년 축구 선수권 대회에서 U-20 국가대표팀을 지휘해 준우승의 성적을 냈다.

### 국가대표팀 득점 기록
| #  | 날짜             | 경기장                       | 상대     | 점수 | 결과 | 대회                 |
| -- | ---------------- | ---------------------------- | -------- | ---- | ---- | -------------------- |
| 1. | 1965년 11월 10일 | 프랑스 파리 파르크 데 프랭스 | 아일랜드 | 1–0  | 1–0  | 1966년 월드컵 예선전 |
| 2. | 1968년 10월 17일 | 프랑스 리옹 제를랑           | 프랑스   | 0–2  | 1–3  | 친선경기             |

## 수상

### 선수
플라멩구
- 토르네이우 히우-상 파울루: 1961
- 캄페오나투 카리오카: 1963

아틀레티코 마드리드
- 라 리가: 1965–66, 1969–70, 1972–73
- 코파 델 헤네랄리시모: 1964–65, 1971–72

### 감독
스페인 U-19
- 유럽 U-19 선수권 대회: 2004[11]

스페인 U-20
- U-20 월드컵 준우승: 2003[9]